# Gisela Klein (Schauspielerin)
Gisela Klein (* 28. Jänner 1873 in Wien; † 13. Juni 1919 in Prag) war eine österreichische Schauspielerin.

## Leben
Gisela Klein, die Tochter eines jüdischen Kaufmannes, begann als Schauspielerin am Stadttheater in Iglau. Von Angelo Neumann wurde sie auf Empfehlung des Journalisten Albert Kauders (1854–1912) am Deutschen Landestheater in Prag engagiert. Ihr Debüt war als Ludovika im Theaterstück  „Das Heiratsnest“ von Gustav Davis.
Klein spielte von Beginn an Charakterfiguren. Sie blieb auch unter Heinrich Teweles an diesem Theater. Bis zum 25. Bühnenjubiläum im Jahr 1918 stand sie 2.850 mal auf der Bühne.
Zu ihren bekanntesten Auftritten zählen die Mutter Wolff in „Der Biberpelz“ von Gerhart Hauptmann. Dieses Stück spielte sie von 1899 bis 1918, wobei ihre Leistung mit jener von Else Lehmann verglichen wurde.
Sie spielte auch die Katharina Binder in der Liebelei von Arthur Schnitzler. Weitere Rollen waren die Mama in Ferenc Molnárs Komödie „Der Gardeoffizier“ oder die Aufseherin in „Musik“ von Frank Wedekind. Als Darstellerin komischer Charaktere zählte sie als eine der bemerkenswertesten deutschsprachigen Schauspielerinnen in Prag zu ihrer Zeit.
Nach ihrem Tod übernahm Hermine Medelsky, der ihr sowohl persönlich als auch künstlerisch nahestand, deren Repertoire.